# Rudbari
Abu Ali al-Rudbari (em persa: ابو علی رودباری), também conhecido como Rudbari, foi um  famoso persa santo sufi primitivo do século 9. Reivindicou ascendência do xá Cosroes I e foi, juntamente com Almançor Alhalaje, discípulo de Junayd de Bagdá.
As declarações de Rudbari são recontadas em muitos provérbios do mundo islâmico. Um de seus mais famosos provérbios é: 
Nenhuma prisão confina mais intimamente do que a sociedade daqueles cuja perspectiva é contrária a si próprio.

## Leitura aprofundada
- Murtaza Muṭahharī, "Understanding Islamic sciences: philosophy, theology, mysticism, morality, jurisprudence", ICAS Press, 2002